# Уорд, Лесли
Сэр Лесли Уорд (англ. Leslie Matthew Ward; 1851—1922) — английский художник-портретист и шаржист, создавший за четыре десятилетия деятельности более 1300 портретов-карикатур, которые регулярно публиковались в журнале Vanity Fair под псевдонимами Spy и Drawl.

## Биография
Лесли Уорд родился 21 ноября 1851 года в Лондоне. Был одним из восьми детей художника Эдварда Уорда и его жены Генриетты Уорд, тоже художницы. Родители имели собственные студии в своих домах в Слау (мать) и Кенсингтоне (отец), где регулярно собиралась лондонская художественная и литературная элита. Отец был знаком с Чарльзом Диккенсом и другими именитыми людьми. Хотя он никогда формально не обучал Лесли искусству, сын занялся рисованием и лепкой под влиянием гостей родителей.

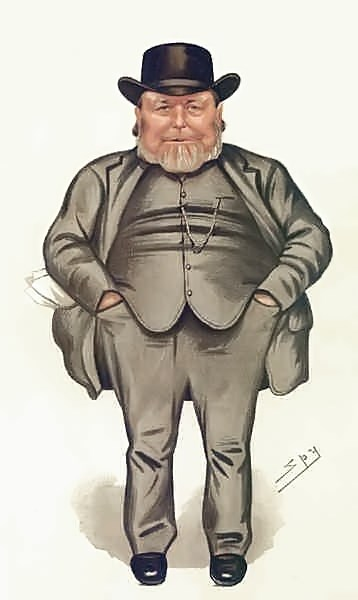
Карикатура на Дж. Арча кисти Spy в «Vanity Fair»

Лесли начал рисовать карикатуры ещё учась в школе при Итонском колледже, используя своих одноклассников в качестве персонажей. В 1867 году бюст его брата, выполненный Лесли, был выставлен в Королевской академии художеств в Лондоне. В Итонском колледже был заурядным студентом; после того, как покинул его в 1869 году, обучался у своего отца архитектуре. Затем целый год провёл в офисе архитектора Sydney Smirke, который был другом семьи. Однако профессия архитектора Уорду не понравилась. Художник Уильям Фрайт поговорил с отцом Лесли и согласился обучать его сына в качестве художника. Таким образом в 1871 году Уорд начал учиться в школе при Королевской академии художеств. В 1873 году он послал несколько своих работ Томасу Боулзу, который был основателем журнала Vanity Fair. Лесли Уорд сменил карикатуриста Карло Пеллегрини, у которого возникли разногласия с Боулзом. Уорд договорился с Боулзом, что будет использовать псевдоним Spy.
Работая в этом журнале, Лесли Уорд создал между 1873 и 1911 годами 1325 карикатур своих современников, включая портреты знати и королевской семьи. Работал Лесли преимущественно по памяти, после наблюдения своих персоналий на ипподроме, в судах, церкви, лекционных залах, в парламенте и других местах. Иногда они приходили к нему в мастерскую позировать в своих одеждах или униформе. Уорд стал самым известным художником журнала Vanity Fair, проработав в нём более сорока лет.
В 1899 году Уорд женился на светской львице Джудит Топхэм-Уотни (англ. Judith Mary Topham-Watney), единственной дочери Ричарда Топхэма — майора 4-го её королевского величества гусарского полка. У них была одна дочь — Сидни. В 1918 году Лесли Уорд был посвящён в рыцари.
Сэр Лесли Уорд умер от сердечной недостаточности 15 мая 1922 года в Лондоне. Был похоронен на городском кладбище Кенсал-Грин.

## Труды
Около 300 оригинальных акварелей Уорда, написанных для Vanity Fair, находятся в Национальной портретной галерее в Лондоне.

Некоторые работы
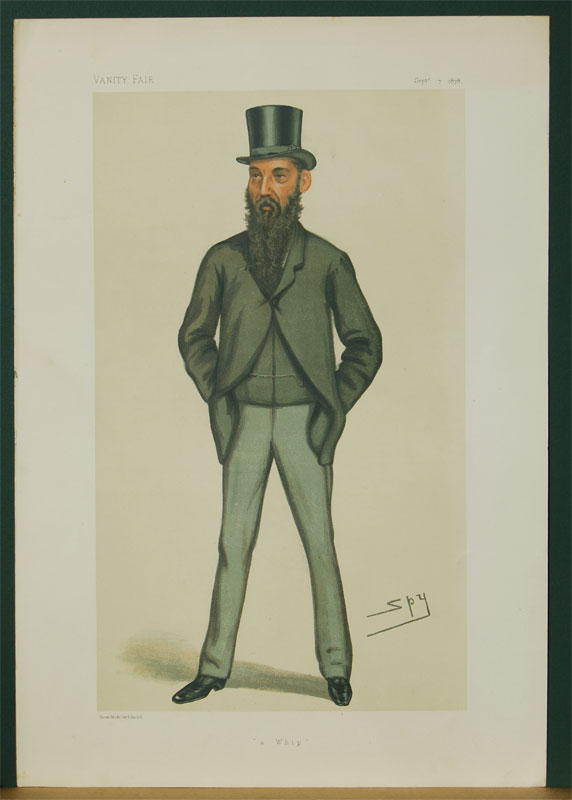
Барон Кенсингтон
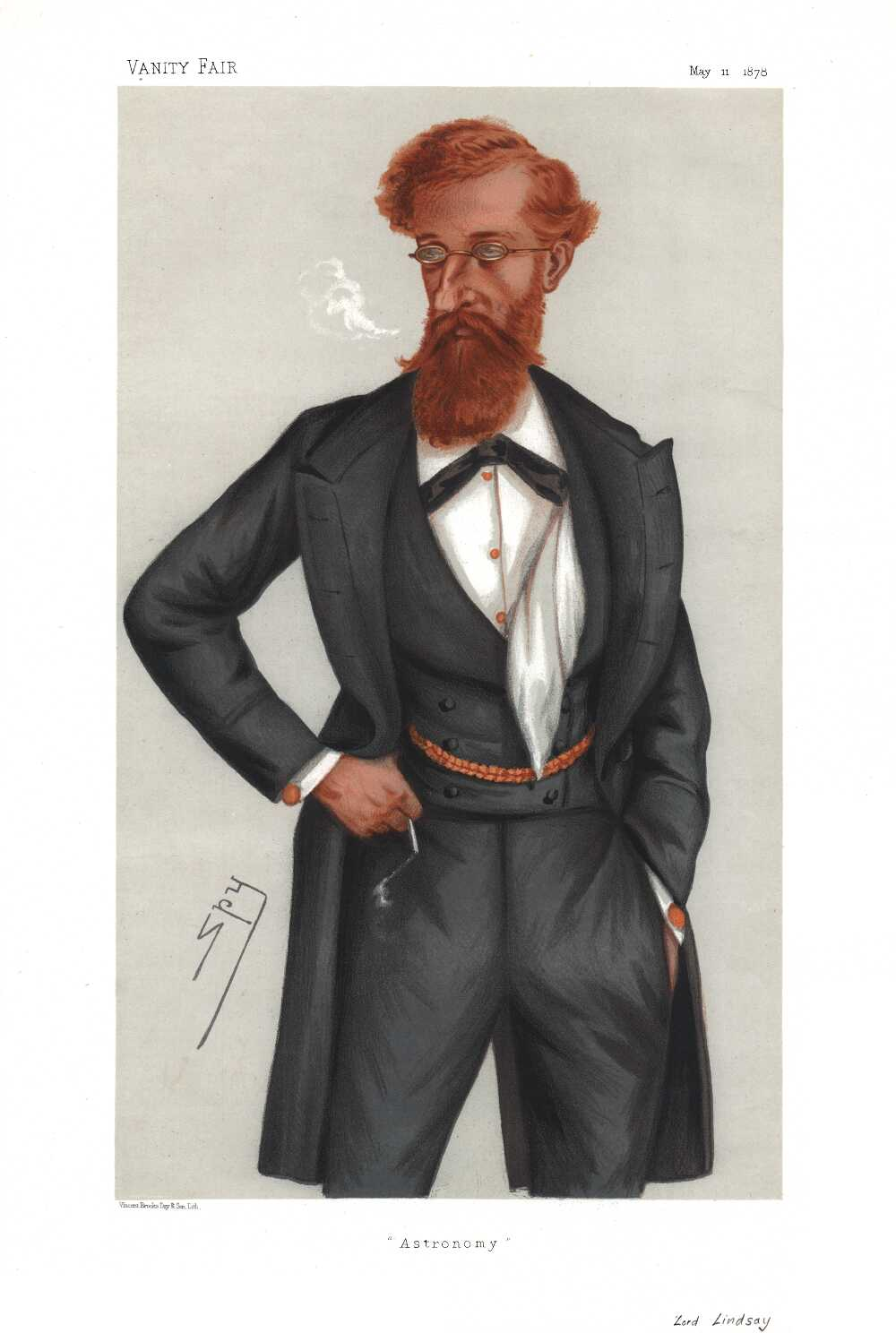
Джеймс Линдси
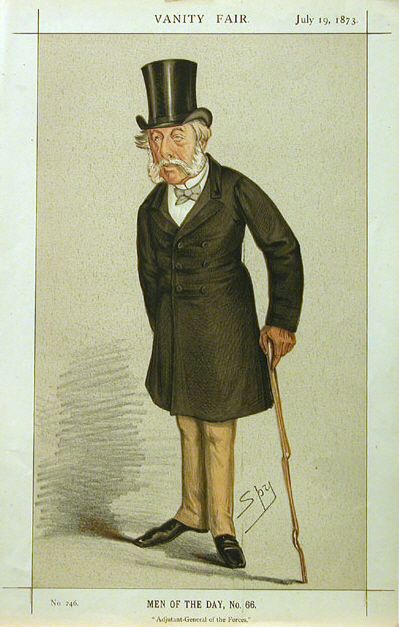
Ричард Эйри
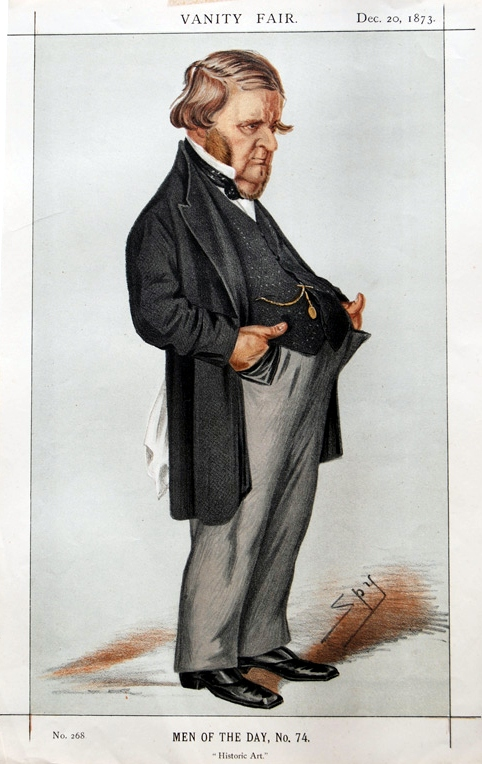
Эдвард Уорд
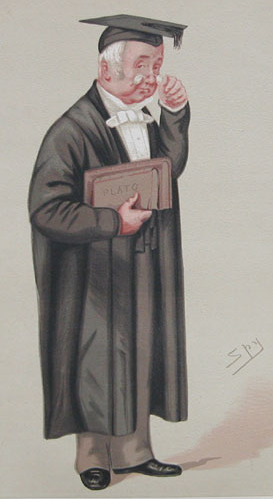
Бенджамин Джоуитт
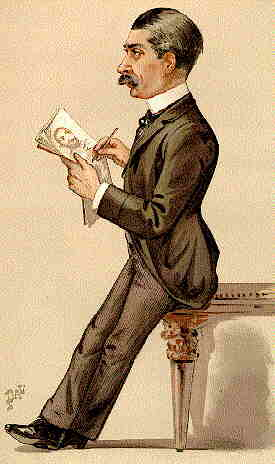
Карикатура на Уорда работы Жана де Палеолога